# Scurria
Pour l’article homonyme, voir Marco Scurria.
Genre
Scurria est un genre de mollusques de la classe des gastéropodes.

## Liste d'espèces

### SelonNCBI(25 juil. 2011)[1]
- Scurria bahamondina
- Scurria ceciliana
  - Scurria ceciliana ceciliana
  - Scurria ceciliana magellanica
- Scurria chaitena
- Scurria dalcahuina
- Scurria parasitica
- Scurria plana
- Scurria scurra
- Scurria silvana
- Scurria variabilis
- Scurria viridula
- Scurria zebrina

### SelonWorld Register of Marine Species(25 juil. 2011)[2]
- Scurria araucana (d'Orbigny, 1841)
- Scurria bahamondina (Ramirez-Bohme, 1974)
- Scurria ceciliana (d'Orbigny, 1841)
- Scurria chaitena (Ramirez-Bohme, 1974)
- Scurria dalcahuina (Ramirez-Bohme, 1974)
- Scurria parasitica (d'Orbigny, 1841)
- Scurria plana (Philippi, 1846)
- Scurria scurra (Lesson, 1841)
- Scurria silvana (Ramirez-Bohme, 1974)
- Scurria stipulata (Reeve, 1855)
- Scurria variabilis (G.B. Sowerby I, 1839)
- Scurria viridula (Lamarck, 1822)
- Scurria zebrina (Lesson, 1830)